# Villa Trenkamp und Bohmann

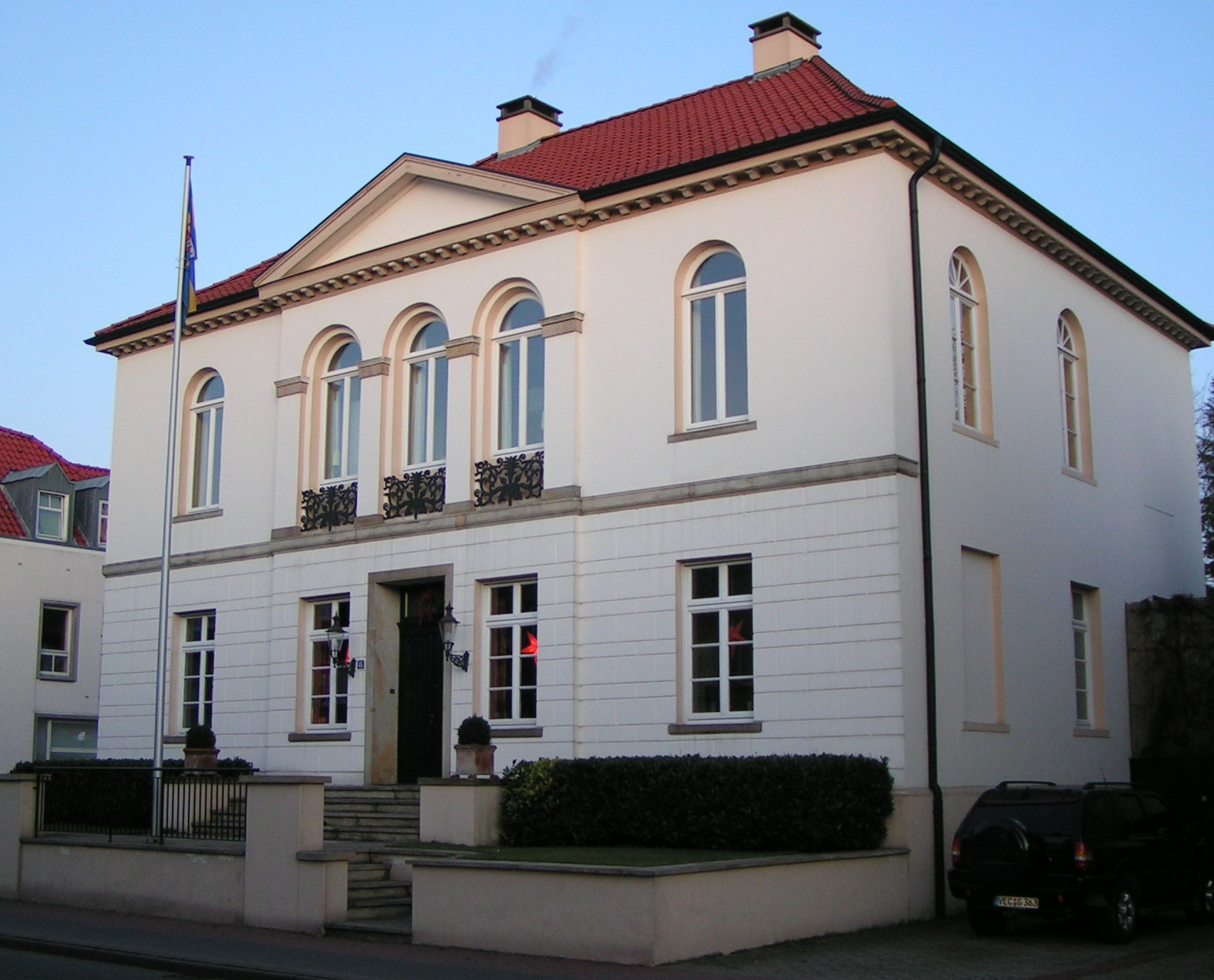
Villa Trenkamp und Bohmann

Die Villa Trenkamp und Bohmann ist eine 1844 erbaute zweigeschossige Villa im klassizistischen Stil in Lohne (Oldenburg). Das Gebäude steht unter Denkmalschutz.

## Geschichte und Aufbau
Die Villa wurde vom Fabrikanten Franz-Josef Kreymborg als Wohnhaus und Zigarrenfabrik erbaut. 1896 erwarb Franz Bohmann das Gebäude und erweiterte es durch einen Anbau, in dem er zusammen mit Oskar Trenkamp eine Korkenfabrik betrieb. Der Anbau von 1896 ist direkt mit dem Wohngebäude verbunden.
Das gesamte Gebäude ist unterkellert, und die Kellerdecken werden von Kreuzgewölben getragen. Das Erdgeschoss befindet sich über Bodenniveau, sodass der Haupteingang über eine Treppe mit Podest erreicht wird.